# Habbo
Habbo (bedre kendt som Habbo Hotel), er et virtuelt univers på internettet, primært henvendt til teenagere og yngre børn. Universet, der ejes og vedligeholdes af det finske multimedieselskab Sulake Corporation, kombinerer chatrum og multiplayer-onlinespil. Universets brugere bestemmer selv deres figurs navn (bortset fra at man ikke kan have mellemrum i navnet), holdninger og formue, og kan i begrænset omfang selv forme deres figurs udseende, farver og tøj.
Der findes desuden det såkaldte Habbo retro, der er en kopi af det originale Habbo Hotel.

## Historie
Konceptet bag Habbo kom oprindelig fra Mobiles Disco, et projekt udviklet af de to finner Sampo Karjalainen og Aapo Kyrölä i 1999. I 2000 stiftede de selskabet Sulake, og august samme år blev Habbo Hotel tilgængeligt på internettet under navnet Hotelli Kultakala (finsk: Hotel Guldfisk). Navnet blev senere ændret til Habbo, da Kultakala var svært at huske for ikke-finner. I januar 2001 udvidede Sulake universet med et hotel for engelske brugere, og siden har hotelkæden bredt sig til 31 lande.
I sommer 2008, havde Habbo Hotel 100 millioner brugere og hver måned er der omkring 7 millioner aktive brugere.

### Fusionering
I løbet af 2010 blev forskellige hoteller sat sammen til ét hotel. Her drejer det sig om Habbo.com, der blev fusioneret med Habbo.ca (Canada), Habbo.com.sg (Singapore), Habbo.co.uk (Storbritannien) og Habbo.com.au (Australien) der blev sat sammen med Habbo.com (USA).
Der blev dog også fusioneret med de tysktalende hoteller, hvor Habbo.ch (Schweiz) og angiveligt også Habbo.at (Østrig), blev fusioneret sammen med Habbo.de (Tyskland).

### Lukningen af Habbo.dk
Tirsdag d. 27. januar 2015 fik alle skandinaviske habbobrugere beskeden om, at de skandinaviske versioner af Habbo Hotel (herunder det danske, svenske og norske) ville lukke 29. april 2015. I dette tilfælde var der ikke tale om en fusionering - hverken med Habbo.com eller et andet hotel. Ifølge eget udsagn af Habbo, vil alle brugerne miste deres brugere, møbler og eventuelle resterende kredit. De oplyser også, at det ikke er muligt at få tilbagebetalt eventuelle købte mønter eller tilgodehavende. På trods af det, vil Habbo dog give gratis Habbo Club og Builders Club i den sidste tid det skandinaviske Habbo stadigvæk er online.

## Hotellet

### Selve Habbo
For at kunne benytte Habbo Hotel, skal man først skabe en avatar (figur eller bruger). Det foregår ved at man vælger et Habbo-navn og et motto (bedre kendt som Mission – en kort introduktion af brugeren eller et motto), og derefter har man så muligheden for at vælge tøj, sko, hår og kulør. Når brugeren er færdig med at registrere sig, transporteres han/hun til en tjek ind/hotel view-skærm. Brugeren kan altid editere sin avatar senere.
Der findes to typer rum i hotellet: 
- Fællesrummene minder meget om de rum man finder på et rigtigt hotel som f.eks. lobbyen, swimmingpoolen og køkkenet. Her er fri adgang for alle hotelgæster, og det er typisk her nybegyndere lærer andre at kende.
- Gæste/Hotelværelserne er mere private rum, som ejeren i begrænset omfang kan vælge formen på og selv kan indrette med møbler købt for Habbo-mønter. Der er eksempler på gæsteværelser indrettet som natklubber, konkurrencerum, bytterum og endda fulde huse. Ejeren kan også vælge at begrænse adgangen til rummet til specielle gæster.

En navigator tillader Habboerne at vælge imellem Fællesrum eller Gæste/Hotelværelser. Navigatoren indeholder også en liste over brugerens egne rum, favoritrum og en liste over hvor mange brugere der er i hvert af hotellets rum. Endelig har navigatoren en søgefunktion der gør det muligt for brugeren at søge på andre rum.

### Hvad gælder det om?
Det er bygget for at unge og børn, kan chatte, og få virtuelle venner over nettet. Det gælder om at blive rig og kendt, og få mange ting. Man kan også se en komplet møbelliste, med tal, der viser hvad tingene hver især er værd. Der findes "Habbo Club-ting" også kaldet "HC ting". Det er møbler som bliver tildelt til spillere som er medlem af "Habbo Club".

### Stil
Universets grafiske stil er pixel art, og brugen af isometrisk perspektiv minder meget om den tyske kunstgruppe eBoy's isometriske byer.

### Kommunikation
Habboer kan kommunikere med hinanden ved tale, hvisken og råb hvis de befinder sig i samme rum. Almindelig tale kan kun høres af andre habboer hvis der ikke er en væg imellem den der lytter og den der taler. Råb kan høres af alle i samme rum og hvisken kan kun høres af en habbo der er markeret af den der hvisker.
Brugerne kan kommunikere på tværs af rum via IM (Instant Messenger) hvor beskeder kan skrives privat og uden forsinkelser for modtageren. Som noget nyt kan Habbo'er downloade PocketHabbo, som er en app til din mobiltelefon, så du kan skrive med dine Habbo venner på farten. Den omtalte app findes p.t kun til iOS og Android.

### Valuta (Habbo-Mønter)
Møntenheden i spillet er de såkaldte Habbo mønter", der kan købes for rigtige penge. Mønterne kan bruges på nye møbler og Habbo Club medlemskab.
En af de nyere opdateringer på hotellet er Habbo Exchange eller Bank of Habbo. 
Her kan brugere veksle møbler til mønter. Veksler man i Habbo Exchange eller Bank of Habbo, skal man betale et vekslings gebyr på en Habbo mønt.

### Valuta (Duckets)
Den gratis valuta i spillet er de såkaldte Duckets. Man kan optjene Duckets ved at være online på Habbo, logge på hverdag og udføre opgaver. Duckets kan bruges til at købe et kæledyr eller til at leje møbler.

### Habbo Home
Alle brugere har en side der viser deres profil og motto udadtil. Habbo Home tillader brugeren at ændre sidens design ved hjælp af et begrænset antal prædefinerede baggrunde, klistermærker, animationer og noter. Hvis brugeren ønsker det, kan han også skjule Home. Brugeren kan også mod betaling få adgang til et større lager af muligheder.

### Møbler
Brugere kan anskaffe virtuelle møbler til deres værelse via et katalog. Møblerne købes med mønter eller byttes mellem brugere. Kataloget indeholder et bredt udvalg af møbler og lejlighedsvis kan der købes Rares (sjældne ting) i en begrænset tidsperiode. Rares kan også vindes ved officielle konkurrencer eller anskaffes via fansites. Rares der er vundet i konkurrencer er som regel ikke mulige at købe gennem kataloget. 
Kataloget indeholder lejlighedsvis møbler der relaterer til sæsoner som f.eks. Valentinsdag, påske, halloween, Olympiske lege og jul.

### Konkurrencer
Konkurrencer var en stor del af Habbo. Konkurrencerne på Habbo bestod for det meste af konkurrencer lavet af brugerne på Habbo dem selv, hvor de konkurrerede hos hinanden. De fandt f.eks. på nye måder at spille et af de mest spillede selvomfundne konkurrencer på Habbo, nemlig stoleleg. Stoleleg går helt basalt ud på at ejeren af rummet eller konkurrenceudbyderen lægger en stol som de deltagende Habboer skulle sætte sig på. Når der var to tilbage er der det der kaldes "1 mel" som betyder at de to habboer skal stå et felt fra hinanden, på feltet sættes en stol og den første der sidder på den har vundet. Der findes en rækker varianter af denne leg, fx tricky teleporte (et møbel hvormed man kan blive transporteret til en anden tricky teleport, ved at stille sig på) og med de såkaldte WIRED-møbler. 

### Lageret
Beta versionen i 2009, fjernede hånden, og erstattede den med et lager. Lageret er delt op i to sektioner, ting som ligger på jorden, og ting der hænger på væggen. Har spilleren flere af den samme genstand, vil genstandende blive grupperet, og et lille tal i hjørnet indikere hvor mange antal af genstanden, spilleren ejer.

### Kæledyr
Kæledyrene er virtuelle. De lystrer enkelte kommandoer som f.eks. "Sit", "Spil død" og "Kom her". På Habbo Hotel er der et udvalg af dyr og racer.

### Habbo Club
Habbo Club (bedre kendt som: HC) er en eksklusiv klub for betalende gæster. Klubbens medlemmer har særlige privilegier, såsom et medlemsbadge der er synligt for alle. Medlemmer har også flere muligheder for at skræddersy deres look og indrette deres hjem på hotellet, og hver måned modtager de et møbel, der kun er tilgængeligt for medlemmer. Efter 13 måneders medlemskab tildeles brugeren et HC guldskilt. Habbo Club har tideligere været erstattet af V.I.P, men det blev fredag, 18. januar 2013 gen-lanceret.
For at blive medlem af Habbo Club koster det 20 Habbo Mønter for 1 måned' og 3 måneder koster 60 Habbo Mønter.
For hver måned man har været medlem modtaget man et møbel. Da HC blev gen-lanceret blev de gamle gaver erstattet med nye møbler, som har en forholdsvis lav værdi inde på hotellet.

### Minispil
Inden Sulakes opdatering til klienten der flyttede den fra Shockwave til Flash eksisterede der to spil, Battleball og SnowStorm. Men efter klienten skiftede over til Flash blev disse spil fjernet og erstattet med Battle Banzai og FREEZE! der tildeles minder en del om Battleball og SnowStorm, men hvor banerne bliver lavet af Habboerne selv. Delene til banerne kan købes med Habbo mønter.
Samtidig udgav Sulake spillet istagfat og rulleskøjtetagfat der fungere som en slags fangeleg på is og på rulleskøjter.
Men i vinteren 2011 tog habbo SnowStorm ind igen som nu kan spilles 3 gange om dagen hvis man ikke er VIP.
Stoleleg var også et af Habbo's minispil, dette spil var dog selvopfundet af habboerne. De regerende mestre i stoleleg var simbasimba, sirlukas2 og :::konk:::. Senere hen blev  stoleleg dog frataget titlen minispil af Habbo selv, da Habbo ikke selv styrede spillet, det var habboerne dem selv. Man kunne dog stadig spille stoleleg på Habbo.

### Billetter
Billetter fandtes på Habbo indtil sommeren i 2009. Billetterne blev benyttet af Habboer til at spille spil og have adgang til Poolens vippe. Disse billetter kunne købes for en mønt (Habbo-mønt) pr. stk.

### Habbo Beta
I juni 2009 begyndte Sulake at oprette en ny form for Habbo, det blev kaldt Habbo Beta. Grunden til det nye Habbo var at der blev udviklet på en forbedret klient samt teste nye funktioner. En gruppe habbo'er fra hvert Habbo Hotel i hvert land skulle teste det nye Habbo Beta (Habbo eXpets fik automatisk adgang), og give feedback til hotellets manager, så de kunne rette op de de fejl der måtte komme. Da fejlende var rettet blev betaen åbnet for alle Habbo'er.

### Kendte Habboer
På hotellet rangeres habboer ofte efter rang. Rangen bestemmes ofte ud fra disse kriterier: rigdom, om de er HC, hvad de har udrettet (f.eks. har de hyppigt lavet giveaway, konkurrencer, flotte rum og samlet mange skilte mm.).

## Habbo Staff
Hvert hotel bliver kontrolleret af det såkaldte 'Habbo staff'. En Habbo staff stilling kan f.eks. være 'Hotel Manager' eller 'Content Manager'.
Deres opgaver kan f.eks. være at underholde brugere, at holde hotellet opdateret eller at sørge for at brugernes behov bliver tilfredsstillet.
Samtidig eksisterer der moderatorer hvis job er at kicke (smide ud), udvise (forbyde adgang) og advare folk der bryder loven. 
Spillets regler er bygget på Habboloven, og brugere risikerer at blive udvist hvis de bryder den. Brugerne opfordres til at rapportere alle brud på loven.
Habbo eXperts blev afskaffet sommer 2008, hvor efter de blev erstattet med Habbo Guides. som er en stor flok brugere som hjælper og guider nye Habboer frem.
Hotellet har mange moderatore, som primært skal sørge for at hjælpe folk. Habbos tidligere sikkerhedchef, der stod for at hotellet er sikkert gik under navnet 'AloeVeraEngel' derinde. Hotellets tidligere Hotel Manager gik under navnet KimStar.
De blev fyret under fyringsrunden i 2012, da Habbo's hovedkontor i Finland valgte at fyre forskellige folk, deriblandt KimStar og AloeVeraEngel.
Hotellet var derefter overvåget af en dansk, norsk og svensk moderator, der fungerer som moderator og staff på både det svenske, norske og danske hotel. Deres Habbo navne var Xebal (fra Sverige), hallonkiwi (fra Norge) og Skybrud (fra Danmark).

## Sponsorer & Celebrity besøg
Habbo Hotel er sponsoreret af en række musikere og bands (Som f.eks. The Veronicas, Gorillaz,Skye Sweetnam, Little Birdy, Stephanie McIntosh og Evermore), og firmaer som Lego, Chef Boyardee, Garnier, Nintendo, Virgin Mobile, Rexona og Starburst. Den dag i dag, er der ikke længere nogle former for Celebrity besøg på den danske version af Habbo.

## Habbo retro
Der findes en række såkaldte retro hoteller verden over, der er en kopi af det originale Habbo Hotel, som faktisk oftest drives af flere bag skærmen, disse mennesker er ofte mere venlige end det originales bestyrelse. Hotellet kører på en server man ikke selv ejer. Retro-hotellerne er ulovlige, da de ikke ejes af Sulake Coporation, som er firmaet bag Habbo Hotel. Retro-hotellerne kan være ældre versioner af Habbo, da den nye "beta-version" er langt mere sikker end den ældre version. Det var også en af hovedårsagerne til, at Habbo fik skiftet version til "beta-versionen". De ulovlige retro-hoteller er som regel engelske, de fleste har en hjemmeside og forum hvor man kan få hjælp. Derudover starter man altid med et x antal mønter. De fleste retro-hoteller er ligeglade med ens brugeroplysninger. Grunden til at flere og flere mennesker spiller på retro'er er at de ikke gider betale for habbo-mønter som er ret dyre.[kilde mangler]